# 卡森維爾鎮區 (明尼蘇達州貝克縣)
卡森維爾鎮區（英語：Carsonville Township）是位於美國明尼蘇達州貝克縣的一個行政鎮區。

## 地方資料
卡森維爾鎮區的面積為92.70平方千米，當中陸地面積為90.80平方千米，而水域面積為1.90平方千米。根據2020年美國人口普查的數據，當地共有人口213人，而人口密度為每平方千米2.3人。